# Barry Atwater
Barry Atwater, pseudonimo di Garrett Atwater (Denver, 16 maggio 1918 – Los Angeles, 24 maggio 1978), è stato un attore statunitense.
È apparso in oltre 20 film dal 1954 al 1978 ed ha recitato in più di 90 produzioni televisive dal 1955 al 1977. Nel corso della sua carriera, fu accreditato anche con i nomi B.G. Atwater, Berry Atwater, G. B. Atwater e G.B. Atwater.

## Biografia
Barry Atwater nacque a Denver il 16 maggio 1918. Figlio del pittore omonimo, lavorò come tecnico audio presso il dipartimento sonoro della Università della California, Los Angeles. Cominciò la sua carriera di attore da professionista nel cortometraggio di guerra del 1954 A Time Out of War diretto da Denis Sanders che vinse un Oscar e un BAFTA nel 1955.
Per la televisione, interpretò, tra gli altri, il ruolo del colonnello Custer in due episodi della serie televisiva Cheyenne nel 1960, del dottor Demerest in tre episodi della serie Dottor Kildare nel 1966 (più un altro episodio con un altro ruolo) e dagli anni cinquanta agli anni settanta continuò a collezionare numerose presenze in decine di serie televisive come guest star o personaggio minore. Prese anche parte ad un episodio della serie classica di Ai confini della realtà intitolato Mostri in Maple Street trasmesso in prima televisiva nel 1960. Sempre per la televisione interpretò il vampiro Janos Skorzeny nella film TV Una storia allucinante del 1972. È inoltre ricordato per essere uno dei pochi attori ad aver interpretato un personaggio proveniente dal pianeta originario di Spock nella serie televisiva classica di Star Trek (per la precisione il personaggio di Surak, mentore della filosofia vulcaniana, nell'episodio Sfida all'ultimo sangue).
Fu inoltre accreditato in diverse produzioni cinematografiche per le quali interpretò personaggi più o meno secondari, come Ben Jackson in La dolce ala della giovinezza del 1962, Phil Evans in Il sindacato del vizio del 1960 e Mr. Peterson in Noi giovani del 1958.
La sua ultima apparizione sul piccolo schermo avvenne nell'episodio Hotel of Fear della serie televisiva Agenzia Rockford, andato in onda il 2 dicembre 1977, che lo vede nel ruolo di Roach. Per quanto riguarda le interpretazioni cinematografiche, l'ultima è quella nel film F.I.S.T. del 1978 in cui recita nel ruolo di un avvocato di Babe Milano.
Morì per un infarto a Los Angeles il 24 maggio 1978 e fu cremato.

## Filmografia

### Cinema
- A Time Out of War, regia di Denis Sanders (1954)
- L'ora scarlatta (The Scarlet Hour), regia di Michael Curtiz (1956)
- Giorni di dubbio (Nightmare), regia di Maxwell Shane (1956)
- La pistola non basta (Man from Del Rio), regia di Harry Horner (1956)
- Supplizio (The Rack), regia di Arnold Laven (1956)
- Everything But the Truth, regia di Jerry Hopper (1956)
- La vera storia di Jess il bandito (The True Story of Jesse James), regia di Nicholas Ray (1957)
- Lo spietato (The Hard Man), regia di George Sherman (1957)
- La vera storia di Lynn Stuart (The True Story of Lynn Stuart), regia di Lewis Seiler (1958)
- Noi giovani (As Young as We Are), regia di Bernard Girard (1958)
- 38º parallelo: missione compiuta (Pork Chop Hill), regia di Lewis Milestone (1959)
- La febbre del delitto (Crime & Punishment, USA), regia di Denis Sanders (1959)
- Il sindacato del vizio (Vice Raid), regia di Edward L. Cahn (1960)
- Battaglia sulla spiaggia insanguinata (Battle at Bloody Beach), regia di Herbert Coleman (1961)
- La dolce ala della giovinezza (Sweet Bird of Youth), regia di Richard Brooks (1962)
- Capitan Newman (Captain Newman, M.D.), regia di David Miller (1963)
- Alvarez Kelly, regia di Edward Dmytryk (1966)
- Il ritorno del pistolero (Return of the Gunfighter), regia di James Neilson (1967)
- 1000 aquile su Kreistag (The Thousand Plane Raid), regia di Boris Sagal (1969)
- Professoressa facciamo l'amore (The Teacher), regia di Howard Avedis (1974)
- Win, Place or Steal, regia di Richard Bailey (1974)
- The Kid from Not-So-Big, regia di Bill Crain (1978)
- F.I.S.T., regia di Norman Jewison (1978)

### Televisione
- You Are There – serie TV, 5 episodi (1955-1956)
- Frontier – serie TV, 3 episodi (1955-1956)
- Medic – serie TV, 3 episodi (1955-1956)
- Cavalcade of America – serie TV, un episodio (1955)
- Telephone Time – serie TV, episodi 2x04-2x22 (1956-1957)
- Letter to Loretta – serie TV, 4 episodi (1956-1959)
- Gunsmoke – serie TV, 5 episodi (1956-1969)
- Crusader – serie TV, episodio 2x09 (1956)
- Jane Wyman Presents The Fireside Theatre – serie TV, un episodio (1957)
- Schlitz Playhouse of Stars – serie TV, un episodio (1957)
- The O. Henry Playhouse – serie TV, un episodio (1957)
- Avventure in elicottero (Whirlybirds) – serie TV, un episodio (1957)
- The Millionaire – serie TV, un episodio (1957)
- Wire Service – serie TV, episodio 1x35 (1957)
- Meet McGraw – serie TV, un episodio (1957)
- Climax! – serie TV, episodio 3x37 (1957)
- I racconti del West (Zane Grey Theater) – serie TV, un episodio (1957)
- Il tenente Ballinger (M Squad) – serie TV, episodio 1x07 (1957)
- Perry Mason – serie TV, 6 episodi (1958-1965)
- Flight – serie TV, episodio 1x03 (1958)
- Have Gun - Will Travel – serie TV, episodio 1x18 (1958)
- The Court of Last Resort – serie TV, episodio 1x20 (1958)
- L'uomo ombra (The Thin Man) – serie TV, episodio 1x23 (1958)
- Suspicion – serie TV, un episodio (1958)
- Playhouse 90 – serie TV, un episodio (1958)
- The Silent Service – serie TV, un episodio (1958)
- Studio One – serie TV, un episodio (1958)
- Steve Canyon – serie TV, episodio 1x08 (1958)
- Goodyear Theatre – serie TV, episodio 2x06 (1958)
- Bat Masterson – serie TV, un episodio (1958)
- Alcoa Presents: One Step Beyond – serie TV, 2 episodi (1959-1960)
- Bronco – serie TV, 2 episodi (1959-1960)
- Frontier Doctor – serie TV, un episodio (1959)
- Black Saddle – serie TV, 2 episodi (1959)
- The Rebel – serie TV, 2 episodi (1960-1961)
- Cheyenne – serie TV, 2 episodi (1960)
- Philip Marlowe – serie TV, episodio 1x21 (1960)
- Ai confini della realtà (The Twilight Zone) - serie TV, episodio 1x22 (1960)
- Mr. Lucky – serie TV, episodio 1x23 (1960)
- Tightrope – serie TV, episodio 1x34 (1960)
- Shotgun Slade – serie TV, un episodio (1960)
- Avventure lungo il fiume (Riverboat) – serie TV, un episodio (1960)
- Carovane verso il west (Wagon Train) – serie TV, 3 episodi (1961-1964)
- 87ª squadra (87th Precinct) – serie TV, un episodio (1962)
- Lawman – serie TV, un episodio (1962)
- L'ora di Hitchcock (The Alfred Hitchcock Hour) – serie TV, 2 episodi (1963-1965)
- Empire – serie TV, un episodio (1963)
- The Outer Limits – serie TV, un episodio (1963)
- The Crisis (Kraft Suspense Theatre) – serie TV, un episodio (1963)
- General Hospital – serie TV (1963)
- Gli uomini della prateria (Rawhide) – serie TV, 3 episodi (1964-1965)
- Il dottor Kildare (Dr. Kildare) – serie TV, 4 episodi (1964-1966)
- The Farmer's Daughter – serie TV, 2 episodi (1964)
- Viaggio in fondo al mare (Voyage to the Bottom of the Sea) – serie TV, 2 episodi (1965-1968)
- Il fuggiasco (The Fugitive) – serie TV, un episodio (1965)
- Slattery's People – serie TV, un episodio (1965)
- The Donna Reed Show – serie TV, un episodio (1965)
- Bonanza – serie TV, un episodio (1965)
- Missione impossibile (Mission: Impossible) – serie TV, 5 episodi (1966-1973)
- Il virginiano (The Virginian) – serie TV, episodio 4x28 (1966)
- Organizzazione U.N.C.L.E. (The Man from U.N.C.L.E.) – serie TV, un episodio (1966)
- Il ladro (T.H.E. Cat) – serie TV, un episodio (1966)
- Vita da strega (Bewitched) – serie TV, un episodio (1966)
- Codice Gerico (Jericho) – serie TV, episodio 1x08 (1966)
- F.B.I. (The F.B.I.) – serie TV, 3 episodi (1968-1969)
- Mannix – serie TV, 4 episodi (1968-1974)
- Gli invasori (The Invaders) – serie TV, un episodio (1968)
- Selvaggio west (The Wild Wild West) – serie TV, episodio 4x10 (1968)
- Mistero in galleria (Night Gallery) – serie TV, 2 episodi (1969-1973)
- Lancer – serie TV, episodio 1x18 (1969)
- Star Trek - serie TV, episodio 3x22 (1969)
- Giovani avvocati (The Young Lawyers) – serie TV, episodio 1x00 (1969)
- Reporter alla ribalta (The Name of the Game) – serie TV, un episodio (1969)
- Hawaii squadra cinque zero (Hawaii Five-O) – serie TV, 3 episodi (1970-1971)
- Formula per un delitto (Along Came a Spider) – film TV (1970)
- The Most Deadly Game – serie TV, un episodio (1970)
- Insight – serie TV, un episodio (1971)
- Vanished – film TV (1971)
- Mod Squad, i ragazzi di Greer (The Mod Squad) – serie TV, un episodio (1971)
- Una storia allucinante (The Night Stalker) – film TV (1972)
- Sulle strade della California (Police Story) – serie TV, 4 episodi (1973-1974)
- Le strade di San Francisco (The Streets of San Francisco) – serie TV, episodio 2x05 (1973)
- Kung Fu – serie TV, un episodio (1974)
- Difesa a oltranza (Owen Marshall, Counselor at Law) – serie TV, un episodio (1974)
- Ironside – serie TV, 2 episodi (1974)
- Harry O – serie TV, 2 episodi (1975-1976)
- Cannon – serie TV, un episodio (1975)
- Racconti della frontiera (The Quest) – serie TV, un episodio (1976)
- The Amazing Howard Hughes – film TV (1977)
- Agenzia Rockford (The Rockford Files) – serie TV, un episodio (1977)